# Giuseppe Garoli
Giuseppe Garoli (Cremona, 15 aprile 1926 – Cremona, 18 gennaio 1985) è stato un politico italiano.

## Biografia
Funzionario del Partito Comunista Italiano, di cui dal 1966 è segretario della federazione provinciale cremonese; è stato anche consigliere provinciale a Cremona e membro del consiglio d'amministrazione consorzio del Canale Milano-Cremona-Po
Viene eletto al Senato della Repubblica nel 1972 ed è confermato nella carica anche nel 1976. Termina il proprio mandato parlamentare nel giugno 1979. 
È morto dopo una lunga malattia all'età di 58 anni l'18 gennaio 1985.